# 台湾民主基金会
財団法人台湾民主基金会（ざいだんほうじんたいわんみんしゅききんかい、繁: 臺灣民主基金會、英: Taiwan Foundation for Democracy、TFD）は、2003年に設立された台湾・台北市に本部を置く非党派・非営利団体・財団法人・シンクタンクである。
中華民国（台湾）外交部（外務省）の提案に基づいて設立され、世界中に民主政治を促進することを目的とする。

## 概要
国民の啓蒙や女性の支援などで国内の民主化を進めること、国外の民主化運動を支援すること、台湾が中華人民共和国と異なる「一つの国家である」という主張を世界に伝えることを使命とする。
2003年、設立時の董事長（初代）に王金平（当時の立法院長）が選任された。
2007年、国境なき記者団にアジア民主・人権賞を授与した。

## 組織
- 事務局
- 研究・開発部
- 国際協力部
- 国内業務部
- アジア太平洋民主資源センター

## プログラム
- アジアにおける民主化のための世界フォーラム（英語版）（WFDA）
- アジア民主・人権賞（中国語版、英語版）